# Baltar (kommunhuvudort)
Baltar är en kommunhuvudort i Spanien. Den ligger i provinsen Provincia de Ourense och regionen Galicien, i den nordvästra delen av landet, 400 km nordväst om huvudstaden Madrid. Baltar ligger 822 meter över havet och antalet invånare är 1 166.
Terrängen runt Baltar är kuperad.Runt Baltar är det ganska glesbefolkat, med 23 invånare per kvadratkilometer. Närmaste större samhälle är Xinzo de Limia, 12,4 km norr om Baltar. 